# Musée du capitalisme
 (juillet 2022).
Si vous disposez d'ouvrages ou d'articles de référence ou si vous connaissez des sites web de qualité traitant du thème abordé ici, merci de compléter l'article en donnant les références utiles à sa vérifiabilité et en les liant à la section « Notes et références ».
 (février 2021).
La mise en forme du texte ne suit pas les recommandations de Wikipédia : il faut le « wikifier ».
Les points d'amélioration suivants sont les cas les plus fréquents. Le détail des points à revoir est peut-être précisé sur la page de discussion.
- Les titres sont pré-formatés par le logiciel. Ils ne sont ni en capitales, ni en gras.
- Le texte ne doit pas être écrit en capitales (les noms de famille non plus), ni en gras, ni en italique, ni en « petit »…
- Le gras n'est utilisé que pour surligner le titre de l'article dans l'introduction, une seule fois.
- L'italique est rarement utilisé : mots en langue étrangère, titres d'œuvres, noms de bateaux, etc.
- Les citations ne sont pas en italique mais en corps de texte normal. Elles sont entourées par des guillemets français : « et ».
- Les listes à puces sont à éviter, des paragraphes rédigés étant largement préférés. Les tableaux sont à réserver à la présentation de données structurées (résultats, etc.).
- Les appels de note de bas de page (petits chiffres en exposant, introduits par l'outil «  Source ») sont à placer entre la fin de phrase et le point final[comme ça].
- Les liens internes (vers d'autres articles de Wikipédia) sont à choisir avec parcimonie. Créez des liens vers des articles approfondissant le sujet. Les termes génériques sans rapport avec le sujet sont à éviter, ainsi que les répétitions de liens vers un même terme.
- Les liens externes sont à placer uniquement dans une section « Liens externes », à la fin de l'article. Ces liens sont à choisir avec parcimonie suivant les règles définies. Si un lien sert de source à l'article, son insertion dans le texte est à faire par les notes de bas de page.
- La présentation des références doit suivre les conventions bibliographiques. Il est recommandé d'utiliser les modèles {{Ouvrage}}, {{Chapitre}}, {{Article}}, {{Lien web}} et/ou {{Bibliographie}}. Le mode d'édition visuel peut mettre en forme automatiquement les références.
- Insérer une infobox (cadre d'informations à droite) n'est pas obligatoire pour parachever la mise en page.

Pour une aide détaillée, merci de consulter Aide:Wikification.
Si vous pensez que ces points ont été résolus, vous pouvez retirer ce bandeau et améliorer la mise en forme d'un autre article.
 (juillet 2022).
Le Musée du capitalisme est une exposition itinérante qui a ouvert ses portes pour la première fois à la bibliothèque Moretus-Platin de l'Université de Namur. Le musée est bilingue néerlandais/français. Il est conçu pour un large public et est visité aussi bien individuellement qu'en groupe. Les lieux d'exposition varient d'une salle dans une bibliothèque à un stand de fortune pendant un festival.
La gestion de ce musée est entre les mains d'un collectif d'une vingtaine de volontaires. Selon les initiateurs, le mot « capitalisme » est omniprésent dans la société mais il est rarement expliqué. Le musée a été fondé pour changer cela et pour expliquer le mot de manière interactive et ludique. Il a un but didactique et pousse le et la visiteur.e à la réflexion.
Les aspirations (à travers la salle « Espoir ») et les lacunes (à travers les salles « Limites » et « Alternatives ») du modèle économique sont discutées. Il examine également l'histoire et l'évolution de l'adhésion au capitalisme. Les mots clés abordés incluent l'argent, le travail, le bien-être, la consommation, la mondialisation et le rêve américain.

## Emplacements
Le musée n'a pas d'emplacement permanent, il vise à aller à la rencontre du public.
| Dates                               | Ville               | Lieu                                                                              |
| ----------------------------------- | ------------------- | --------------------------------------------------------------------------------- |
| 13 février 2014 / 28 juin 2014      | Namur               | Bibliothèque Moretus-Platijn, Université de Namur                                 |
| 31 juillet 2014 / 3 août 2014       | Floreffe            | Village des Possibles, Festival de musique du monde Esperanzah!                   |
| 2014[Quand ?]                       | Watermael-Boitsfort | Ateliers avec les écoles de l'Institut de l'Assomption et du Collège Saint-Hubert |
| 13 février 2015 / 30 mai 2015       | Saint-Gilles        | Centre public d'action sociale                                                    |
| 15 juillet 2015 / 23 juillet 2015   | Gand                | Anseelezaal, Ons Huis, Gentse Feesten                                             |
| 13 février 2016 / 30 juin 2016      | Bruxelles           | Cité Modèle à Laeken                                                              |
| 7 novembre 2017 / 14 décembre 2017  | Mons                | Maison Follie                                                                     |
| 1er février 2018 / 27 avril 2018    | Anderlecht          | Centre Culturel l'Escale du Nord                                                  |
| 14 septembre 2018 / 12 octobre 2018 | Liege               | Centre du Beau-mur                                                                |
| 16 novembre 2018 / 16 décembre 2018 | Arlon               | Le Palais                                                                         |
| 13 février 2019 / 18 avril 2019     | Louvain La Neuve    | Musée L                                                                           |
| 26 avril 2019 / 17 mai 2019         | Mouscron            | Bibliothèque                                                                      |
| 15 août 2019 / 19 septembre 2019    | Bruxelles           | Bâtiment de la bourse                                                             |
| 3 octobre 2019 / 19 octobre 2019    | Gembloux            | Ancienne coutellerie                                                              |
| 12 novembre 2019 / 13 décembre 2019 | Rochefort           | Ancien bâtiment Justice de paix                                                   |
| 18 janvier 2020 / 23 février 2020   | Verviers            | Centre culturel                                                                   |
| 16 octobre 2020 / 14 mars 2021      | Ixelles             | SeeU                                                                              |